# نینا هارمر
نینا هارمر (به انگلیسی: Nina Harmer) (زادهٔ ۱۱ دسامبر ۱۹۴۵) شناگر اهل ایالات متحده آمریکا است.